# جرب زرعان (الرضمة)

تعديل مصدري - تعديل

جرب زرعان محلة تابعة لقرية ذي يعلل، التابعة لعزلة كحلان بمديرية الرضمة إحدى مديريات محافظة إب في الجمهورية اليمنية.، بلغ تعداد سكانها 47 حسب تعداد اليمن لعام 2004.